# Idiops lacustris
Idiops lacustris är en spindelart som först beskrevs av Pocock 1897.  Idiops lacustris ingår i släktet Idiops och familjen Idiopidae.
Artens utbredningsområde är Tanzania. Inga underarter finns listade i Catalogue of Life.